# ائولیس بائز
ائولیس بائز (انگلیسی: Eulis Báez؛ زادهٔ ۱۸ مارس ۱۹۸۲) بازیکن بسکتبال اهل جمهوری دومینیکن است.
از باشگاه‌هایی که در آن بازی کرده‌است می‌توان به دانشگاه ایلینوی غربی و دانشگاه بین‌المللی فلوریدا اشاره کرد.
وی در مسابقات کشوری و بین‌المللی در مجموع برندهٔ ۱ مدال برنز شده‌است.